# Николай Михайлов (футболист)
Вижте пояснителната страница за други личности с името Николай Михайлов.
Николай Бориславов Михайлов (роден на 28 юни 1988 в София) е български футболист, вратар.
Избран за Футболист на годината на България за 2011 година на церемония, проведена на 23 декември 2011 година.
През 2017 той изпада в трета дивизия на Турция и напуска отбора, защото в трета дивизия на Турция нямат право да играят чужденци.

## Кратка биография
Роден е на 28 юни 1988 г. Юноша на Левски (София). Син е на Борислав Михайлов и внук на вратаря на „Левски“ Бисер Михайлов. Дебютира за Левски в последния кръг от шампионата за сезон 2004/05 на стадион Георги Аспарухов в мач, завършил 2:1 за Левски срещу Черно море. Избира да се състезава с номер 88 заради годината си на раждане.
На 15 септември 2005 дебютира в европейските турнири в мач от турнира за купата на УЕФА срещу френския Оксер. На 11 май 2006 дебютира за мъжкия национален отбор на България при загубата от Шотландия с 1:5 в Япония. За „Левски“ Михайлов има 12 мача в първенството.
Върхът на кариерата му е като играч на ФК Твенте през 2011 г., когато е избран за „Вратар на годината в Холандия“ и „Футболист № 1 на България“.
През 2013 г. преминава в италианския клуб ФК Верона, откъдето е преотстъпен на турския клуб Мерсин. В последните 2 клуба не играе в официални мачове. Въпреки това треньорът на националния отбор по футбол на България Любослав Пенев го включва като титуляр в мача с Норвегия от квалификациите за Европейското първенство на 13.10.2014 г. Николай Михайлов допуска грешка с гол и България губи мача с 1:2, което е повод за критики. За мача на България с Италия отново е титуляр, макар и да няма нито една записана минута на терена след загубата на Норвегия.

## Личен живот
Футболистът е известен с връзките си и е много активен в социалните мрежи. Негови бивши половинки са Николета Лозанова и фолк певицата Алисия, които си разменят с Валери Божинов.

## Кариера по години
- 2004 – 2007  Левски София
- 2007 – 2009  Ливърпул
- 2010 – 2013  Твенте
- 2013 – 2014  Верона
- 2014 – 2017  Мерсин
- 2017 – 2018  Омония
- 2018 – 2024  Левски София

## Професионални успехи
Клубни
ПФК Левски София
- Шампион на България: 2 пъти 2005 – 06, 2006 – 07
- Носител на Купата на България купа: 3 пъти 2004 – 05,2006–07, 2021–22
- Носител на Супер купата на България купата на България: 1 път 2005

Ф.К.Твенте Шампион: 1 път – 2010, Нац.купа: 1 път – 2011
Индивидуални
- Футболист № 1 на България 2011